# Air India

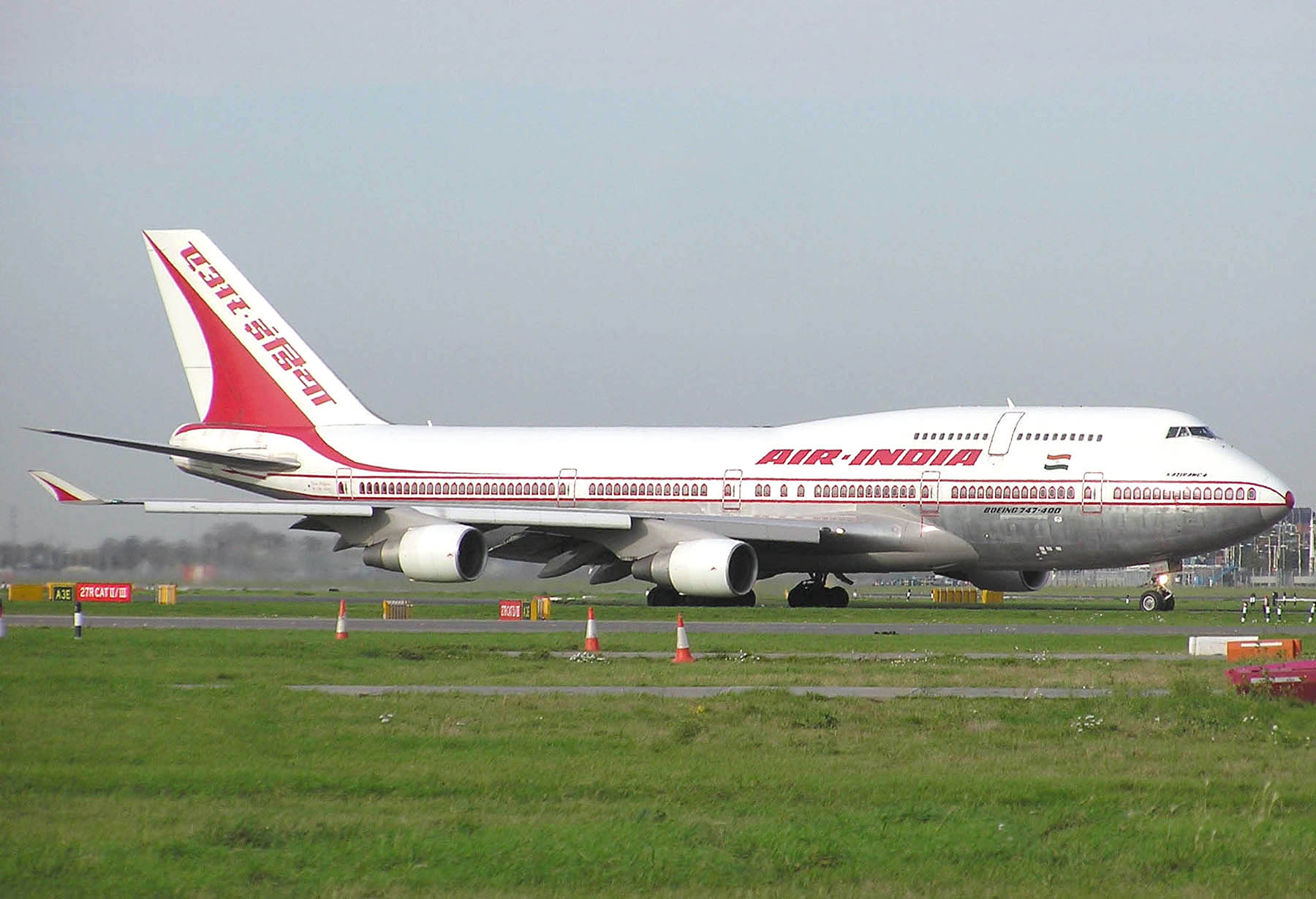
Boeing 747-400 w barwach Air India

Air India – indyjska linia lotnicza, z siedzibą w Gurgaon w stanie Hariana. Głównym portem przesiadkowym jest port lotniczy Chhatrapati Shivaji i port lotniczy Indira Gandhi.
W 2025 przewoźnik realizował połączenia do 88 portów lotniczych w 31 krajach w Afryce, Azji, Europie i Ameryki Północnej.
Agencja ratingowa Skytrax przyznała liniom trzy gwiazdki.

## Historia
Założona pod nazwą Tata Airlines w 1932 przez J. R. D. Tata, po II wojnie światowej znacjonalizowana oraz przemianowana na Air India.
W lipcu 2014 linie dołączyły do międzynarodowego sojuszu Star Alliance.
Zostały sprzedane przez rząd indyjski w 2021.
W 2022 konglomerat Tata Group, właściciel przewoźnika ogłosił plan konsolidacji na indyjskim rynku lotniczym poprzez połączenie się z Vistara - linii należącej w połowie do Singapore Airlines. Od 11 listopada 2024 wszystkie loty Vistara są realizowane przez Air India, zaś do końca tego samego roku zakończono pełną integrację. Na podstawie zawartego wcześniej porozumienia 25,1% udziałów przypadło Singapore Airlines.

## Flota
Według stanu na czerwiec 2025 flota Air India składała się ze 192 samolotów o średnim wieku 8,1 lat:
| Samolot          | Samolot | Samolot   | Liczba miejsc | Liczba miejsc | Liczba miejsc | Liczba miejsc | Liczba miejsc | Uwagi                                   |
| Model            | Aktywne | Zamówione | F             | B             | P             | E             | Łącznie       | Uwagi                                   |
| ---------------- | ------- | --------- | ------------- | ------------- | ------------- | ------------- | ------------- | --------------------------------------- |
| Airbus A319-100  | 6       | -         | -             | 8             | -             | 114           | 122           | Planowane wycofanie do 2025             |
| Airbus A320-200  | 4       | -         | -             | 12            | -             | 138           | 150           |                                         |
| Airbus A320neo   | 58      | 90        | -             | 8             | 24            | 132           | 164           | Konfiguracja docelowa, zamówione w 2024 |
| Airbus A320neo   | 26      | -         | -             | 12            | -             | 150           | 162           |                                         |
| Airbus A320neo   | 10      | -         | -             | -             | -             | 180           | 180           |                                         |
| Airbus A321-200  | 13      | -         | -             | 12            | -             | 170           | 182           |                                         |
| Airbus A321neo   | 11      | 195       | -             | 12            | 24            | 152           | 188           | Zamówione w 2024                        |
| Airbus A321neo   | 11      | 195       | -             | 12            | -             | 180           | 192           | Zamówione w 2024                        |
| Airbus A321neo   | 11      | 195       | -             | -             | -             | 232           | 232           | Zamówione w 2024                        |
| Airbus A350-900  | 6       | 19        | -             | 28            | 24            | 264           | 316           | Zamówione w 2024                        |
| Airbus A350-1000 | -       | 25        |               |               |               |               |               | Zamówione w 2024                        |
| Boeing 777-200LR | 5       | -         | -             | 28            | 48            | 212           | 288           |                                         |
| Boeing 777-300ER | 13      | -         | 4             | 35            | -             | 303           | 342           |                                         |
| Boeing 777-300ER | 6       | -         | 8             | 40            | -             | 280           | 328           |                                         |
| Boeing 787-8     | 22      | -         | -             | 18            | -             | 238           | 256           |                                         |
| Boeing 787-8     | 4       | -         | -             | 18            | -             | 241           | 259           |                                         |
| Boeing 787-9     | 6       | 3         | -             | 30            | 21            | 248           | 299           |                                         |
| Boeing 787-9     | 1       | 3         | -             | 30            | 36            | 226           | 292           |                                         |
| Łącznie          | 192     | 332       |               |               |               |               |               |                                         |